# Cornald Maas

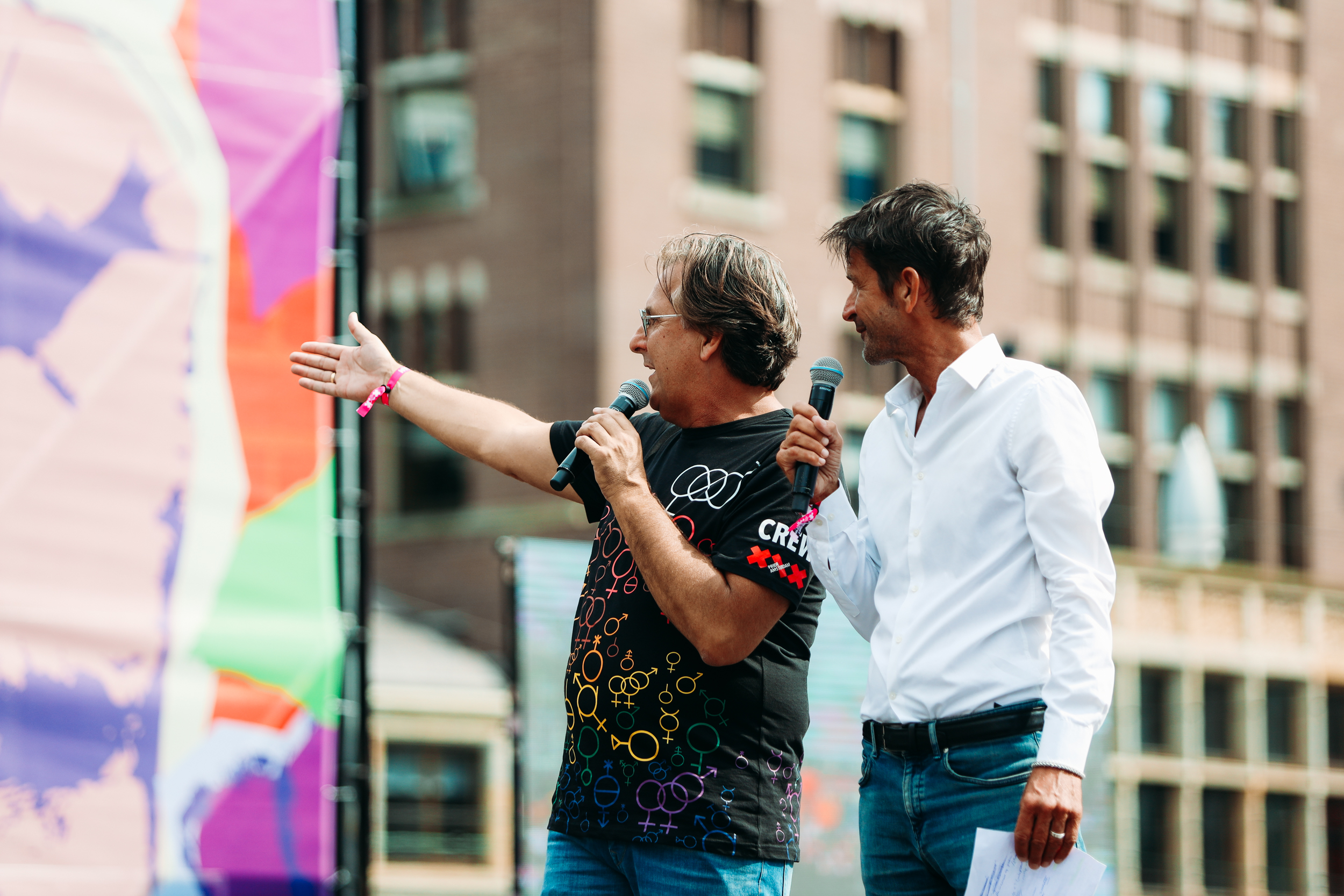
Lucien Spee en Maas presenteren tijdens Pride Amsterdam in 2019

Cornald Maas (Bergen op Zoom, 22 juli 1962) is een Nederlandse televisiepresentator en schrijver.

## Biografie
Cornald Maas werd geboren in Bergen op Zoom. Na zijn middelbareschooltijd aan het Gymnasium Juvenaat in Bergen op Zoom studeerde hij Nederlands aan de Universiteit Leiden, waar hij cum laude afstudeerde.

## Redacteur
Hij begon zijn televisie-carrière als redacteur van het door Frits Spits gepresenteerde ‘Nieuwsspits’, daarna van "Lopend Vuur" (NOS) met Philip Freriks en Leoni Jansen in 1989-1990 . Vervolgens werkte hij voor "De Schreeuw van de Leeuw" (VARA) met Paul de Leeuw, waarbij hij onder andere de internationaal bekroonde aflevering met René Klijn voorbereidde,"Sonja op zaterdag" (VARA) met Sonja Barend. Maas was eindredacteur van "De Plantage" (VPRO) met Hanneke Groenteman.

## Jurylid/Commentator
Maas was sinds 2003 betrokken bij het "Eurovisiesongfestival", onder andere als jurylid bij de Nederlandse nationale finale en sinds 2004 als commentator bij de internationale halve finales en de finale. Zijn bemoeienissen met het festival op andere terreinen (commentator, achter de schermen, etc.) spelen al langer. Ook in 2010 was hij commentator voor het Eurovisiesongfestival 2010 met TROS-dj Daniel Dekker. Op 28 juni werd bekend dat de omroep de samenwerking met Maas verbrak naar aanleiding van een opmerking op Twitter over onder andere Sieneke, die de omroep in het verkeerde keelgat schoot.
In 2007 was Maas een van de juryleden voor de Nederlandse versie van Just the Two of Us op televisiezender Tien en sinds najaar 2012 is hij voorzitter van de jury van de Musical Awards. Sinds oktober 2008 presenteert hij het wekelijks televisieprogramma "Opium" bij de AVROTROS, met vanaf 2009 Opium-specials vanaf het Oerol-festival en de Uitmarkt. Maas schreef een serie over kinderen van gescheiden ouders en, sinds 2013, 'Over de helft', gesprekken met (prominente) (net-)vijftigers voor de Volkskrant. Najaar 2011 vroeg tv-producent John de Mol Maas toch weer om een rol te spelen als adviseur bij het Nationale Songfestival.
In 2013 presenteert Maas vanuit het DeLaMar de voorbeschouwing voor de internationale finale. Ook mag hij daarna namens Nederland de punten geven. Hij gebruikte daarbij de woorden: "For the very first time, since 2004 in nine years, we've reached the final thanks to Anouk and her fantastic Birds". Maas had dit jaar eigenlijk ook plaats in de Nederlandse vakjury, maar commentator Dekker verklapte dat per ongeluk voortijdig. Maas moest daarom net als Eric van Tijn plaatsmaken. Hun vervangers waren André de Raaff en Jeroen Nieuwenhuize. Sinds 2013 is Maas lid van de selectiecommissie voor de Nederlandse inzendingen voor het Eurovisie Songfestival, met sinds dat jaar veel Eurovisiesucces voor nieuwe namen uit de Nederlandse muziekindustrie.
Sinds 2015 is Maas juryvoorzitter van de Canal Parade tijdens Pride Amsterdam.

## Presentator
Op 21 oktober 2011 presenteerde Maas het Gouden Televizier-Ring Gala. In de jaren 2010 tot en met 2013 verzorgde hij het commentaar tijdens de Canal Parade, de jaarlijkse botenparade tijdens Pride Amsterdam.
Vanaf 2014 is hij weer commentator voor het Eurovisiesongfestival namens de AVROTROS. Eind 2015 stopte het kunst-&cultuurprogramma Opium-TV dat Maas 7,5 jaar lang presenteerde. Sinds 2009 doet Maas jaarlijks live tv-verslag van Oerol, het jaarlijkse kunst-, muziek- en theaterfestival op Terschelling. Sinds 2016 maakt hij voor AVROTROS de tv-interviewreeks Volle Zalen. Ook maakt hij het programma 'Theater Maas', met uitzendingen over het Nederlands Theaterfestival. 

## Auteur
Najaar 2023 verschijnt ‘Dromen van volle zalen, Ontmoetingen met iconen van de podiumkunst’. In oktober 2018 verscheen ‘Ach kind toch, Een verhaal van moeder en zoon’ bij uitgeverij Prometheus. Dit boek is gebaseerd op honderden brieven die zijn moeder hem schreef over haar leven, ervaringen, zorgen en dilemma’s.
Vanaf 1990 schreef Maas voor de Volkskrant. Eind 1992 begon Maas met de veelgelezen pagina-2 interviews in het kunstkatern van diezelfde krant, met kunstenaars en cultuurdragers uit verschillende disciplines. In 1993 verscheen daaruit zijn eerste boek: Engelen zijn in de mode. In 2006 en 2007 schreef hij voor Volkskrant Magazine de serie "Trotse Ouders". Verder schreef hij voor LINDA.. Hij publiceerde de boeken "Op de helft", "TV.NL", "Nou en wow!, Roem in Nederland", "Verlies", "Uit Elkaar" en "Duizend vragen heb ik over de dood". Met Daan Remmerts de Vries publiceerde hij het kinderprentenboek "Muizemans". Maas was tien jaar lang kinderboekenrecensent voor de Volkskrant en hij maakte naam als tv-recensent voor dezelfde krant. In 1996 schreef hij voor acteur Marcel Musters van theatergroep Mugmetdegoudentand "Zin in Jou", een bewerking van een lied van de Turkse zanger Tarkan, dat een hit werd.

## Maker
Sinds 2009 biedt Maas in het jaarlijkse tv-programma 'Opium op Oerol' podium aan jonge theatermakers tijdens het Oerol-festival op Terschelling. Sinds 2016 maakt en presenteert hij voor AVROTROS het tv-programma "Volle Zalen", waarin hij achter de schermen uiteenlopende theater-, muziek- en dansvoorstellingen bezoekt en gedurende langere tijd iconen uit de theater- en muziekwereld volgt. Ook presenteert hij in december 2016 en januari 2017 een vijfdelige documentairereeks over Toon Hermans. In 2020 maakte Maas de documentaire De weg naar de winst voor NPO1 over hoe het Nederland na vele jaren weer gelukt was het Eurovisiesongfestival (met Duncan Laurence) te winnen.

## Broer
Hij is een broer van atleet Frans Maas.

## Prijzen
In september 2018 kreeg hij tijdens het Gala van het Nederlandse Theater 2018 namens ACT, de belangenorganisatie voor acteurs, de ACT-Award uitgereikt. Hij ontving die award vanwege zijn liefde voor het ambacht acteur en zijn jarenlange inspanningen op onder andere prime time tv om aandacht te besteden aan theater en acteurs, zoals in zijn wekelijkse cultuur talkshow Opium (2008-2015) en vanaf 2016 in het programma Volle Zalen. Eveneens in het najaar van 2018 is Maas genomineerd voor de Sonja Barend Award voor beste tv-interview van het seizoen voor de aflevering Volle Zalen met cabaretier Harrie Jekkers. Eerder dat jaar trad hij toe tot het bestuur van de Van den Ende Foundation, het particuliere cultuurfonds van Joop en Janine van den Ende dat vooral jong talent wil stimuleren. In 2021 werd hij wederom voor de Sonja Barend Award genomineerd, voor zijn interview met cabaretier, schilder en tekst- en liedjesschrijver Jeroen van Merwijk in Volle zalen, 20 oktober 2020. Ook in 2022 en 2023 kreeg hij nominaties voor de Sonja Barend Award voor zijn gesprekken met Jan Rot respectievelijk Frédérique Spigt. In 2024 werd hij nipt tweede voor deze prijs met zijn interview in Volle Zalen met theatermaker, performer en muzikant Zaman Amini, waarover Sonja Barend zei in de talkshow ´Bar Laat´: "Hij heeft een prachtig gesprek gevoerd, en dat doet hij ieder jaar, hele mooie gesprekken. Dat ik denk: hij zou 'm eigenlijk moeten winnen." 
Op 16 september won Maas de prijs voor het TV-moment van het Jaar 2024 van Spreekbuis.nl en Streamwijzer vanwege zijn uitspraak "F*ck the EBU", nadat bekend werd dat de Nederlandse zanger Joost Klein door de EBU werd gediskwalificeerd voor het Eurovisiesongfestival van dat jaar.

## Publicaties
- 1994: Engelen zijn in de mode : gesprekken met Toon Tellegen, Brigitte Kaandorp, Rudi van Dantzig, Loïs Lane, Arjan Ederveen & Tosca Niterink, Willem Wilmink, Ruth Jacott, Charlotte Margiono en anderen
- 2001: TV.NL : hoe de televisie mijn leven veranderde
- 2002: Muizemans
- 2004: Nou en wow! : roem in Nederland, ISBN 9789044603996
- 2006: Op de helft : bespiegelingen van (bijna)veertigers, ISBN 9789044610192
- 2008: Trotse ouders, ISBN 9789044610314
- 2009: Verlies, ISBN 9789044612462
- 2010: Uit elkaar, ISBN 9789044616101
- 2013: Duizend vragen heb ik over de dood
- 2015: Over de helft, Gesprekken met (bijna-)vijftigers, ISBN 9789044628883
- 2018: Ach kind toch, een verhaal van moeder en zoon, ISBN 9789044637175
- 2023: Dromen van volle zalen, Ontmoetingen met iconen van de podiumkunst